# Teucholabis fulvinota
Teucholabis fulvinota är en tvåvingeart som beskrevs av Alexander 1962. Teucholabis fulvinota ingår i släktet Teucholabis och familjen småharkrankar.
Artens utbredningsområde är Bolivia. Inga underarter finns listade i Catalogue of Life.